# Коле Мартино (Фрозиноне)
Коле Мартино је насеље у Италији у округу Фрозиноне, региону Лацио.
Према процени из 2011. у насељу је живело 156 становника. Насеље се налази на надморској висини од 281 м.